# Juskatla
 (janvier 2022).
Juskatla est une municipalité située dans la province de la Colombie-Britannique, sur l'Île Graham (Colombie-Britannique).